# Lehre für Kagemni

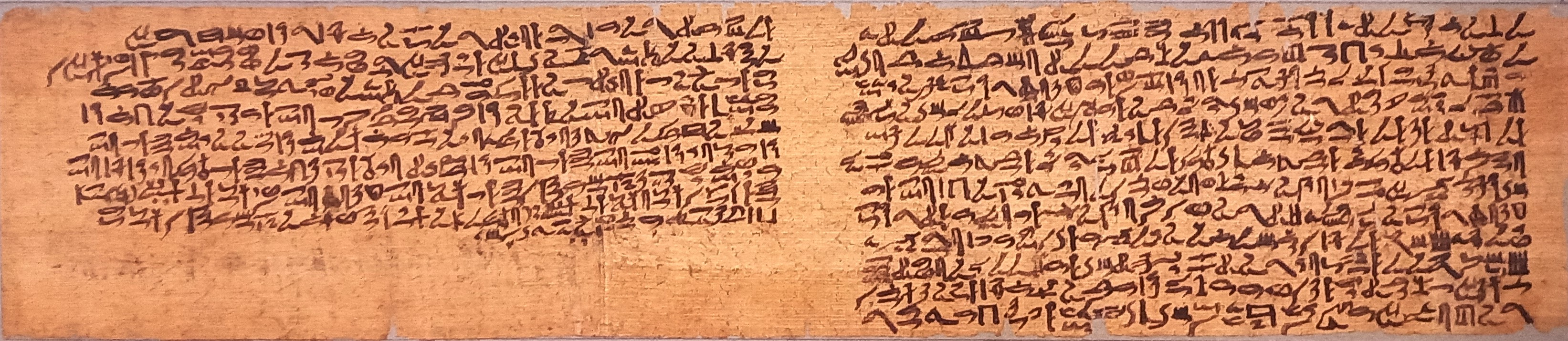
Die Lehre für Kagemni (Papyrus Prisse)

Die Lehre für Kagemni ist ein nur unvollständig erhaltenes Werk altägyptischer Literatur. Sie ist nur auf dem Papyrus Prisse zusammen mit einer Version der Lehre des Ptahhotep überliefert. Der Papyrus stammt wohl aus der 12. Dynastie, die ursprüngliche Entstehungszeit der Lehre liegt aber wahrscheinlich weiter zurück und dürfte in die 9./10. Dynastie zu datieren sein. Verschiedentlich wurde auch die 6. Dynastie als Entstehungszeit angenommen. Grund hierfür ist der Adressat des Werkes. Bei ihm handelt es sich um Kagemni, der unter Pharao Teti das Amt des Wesirs bekleidete. Innerhalb der Lehre wird er allerdings anachronistisch zu Beginn der 4. Dynastie angesiedelt.

## Inhalt
Der Anfang der Lehre ist verloren. Der erhaltene Text beginnt innerhalb einer Reihe in Versform abgefasster Maximen, die sich mit vorschnellem Reden, dem Benehmen bei Tisch und der Strafe Gottes befassen. Stets wird zur Mäßigung gemahnt. Schweigen wird als hohe Tugend angesehen und bei Tisch soll man sich bescheiden und nicht gefräßig verhalten. Ein Zuwiderhandeln gegen diese Regeln könne eine göttliche Strafe nach sich ziehen.
Es schließt sich das Ende einer Rahmenhandlung an, die ursprünglich die gesamten Maximen umschloss. Es wird geschildert, wie die Kinder des Wesirs die niedergeschriebene Lehre lesen und verinnerlichen. Kagemni, der die Lehre befolgt hat, wird nach dem Tod Pharao Hunis von dessen Nachfolger Snofru zum Stadtvorsteher und Wesir ernannt.